# Objet submersible non identifié
Un objet submersible non identifié (OSNI) est un objet non identifié immergé dans l'eau,,. Le terme ne fait pas nécessairement référence à un objet d'origine paranormale.